# Iglesia de San Pedro Apóstol (El Sauzal)
La iglesia de San Pedro Apóstol está situada en el término municipal de El Sauzal, isla de Tenerife, (Canarias, España). Es bien de interés cultural, con categoría de monumento, desde 2005.

## Descripción
Posee planta de cruz latina con su capilla mayor de cubierta abovedada que se eleva sobre un graderío. Adosada a ella, la sacristía de planta rectangular se manifiesta al exterior como un pequeño cuerpo con cubierta de tejas a cuatro aguas. En el lado de la Epístola se conserva la antigua nave lateral, hoy inutilizada y destinada a depósito. La fachada principal mira hacia el oeste y cuenta con una torre de cuatro alturas adosada hacia el costado sur. La portada es dintelada, con cornisa y un remate en forma de frontón de extremos curvilíneos en cantería. Sobre este se ha dispuesto un óculo o lucernario orlado igualmente de cantería. El hastial tiene remate triangular, siguiendo las vertientes del tejado. El alero es de cantería roja.
La torre del siglo XVIII ofrece planta cuadrangular, fuertes esquinazos de piedra negra y se dispone en cuatro plantas separadas con encintado de piedra y con amplios huecos rectangulares que alivian su masa arquitectónica y le prestan apariencia más elevada, es de cuatro alturas, con las esquinas y el último cuerpo de sillería. En los tres primeros niveles, los vanos son cuadrados y con marco de cantería. Su coronamiento sin cúpula y con alero de piedra, contiene las campanas dispuestas en ocho aberturas terminadas en arco de medio punto rebajado. En el campanario los huecos son pareados y en arco de medio punto. Tras la cornisa, la torre remata en chapitel de madera con pináculo central y en las esquinas.

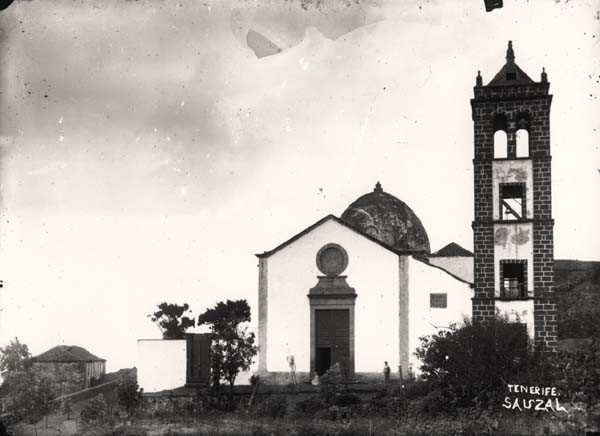
Iglesia de San Pedro Apóstol. Fotografía tomada entre 1890 y 1895

La cubierta, hasta el crucero, es a dos aguas, con mayor caída hacia el sur, donde se halla la nave condenada (actualmente depósito). Sobre el crucero se alza la cúpula. Las capillas laterales disponen de cubierta de teja árabe a cuatro aguas. A partir del crucero, hacia la cabecera, la cubierta es de bóveda de cañón.
En el interior, sobre la portada principal se alza el coro, apeado en pies derechos sobre zapatas. La nave principal cuenta con cubierta de par y nudillo, con cinco tirantes, sin decoración tallada. La antigua nave lateral ha sido condenada y se halla separada de la principal por un muro de mampuesto. La bóveda del crucero se eleva sobre pechinas y cuatro arcos de medio punto con pilastras de orden toscano. Las capillas de la Epístola y del Evangelio disponen de sendos artesonados ochavados, con falsos techos de yeso ocultando el enmaderado y tirante central. Del contenido de la iglesia cabe destacar su cuadro de Ánimas, anónimo del siglo XVIII de estructura clásica en tres planos, con buen colorido, fue restaurado en la década de los 90.
En esta iglesia fue bautizada la Siervita de Dios, Sor María de León Bello y Delgado, el 26 de marzo de 1643, y cuyo cuerpo permanece incorrupto en el Convento de Santa Catalina de Siena de San Cristóbal de La Laguna.